# رامی میرون
رامی میرون (انگلیسی: Rami Miron; ۱۷ ژانویهٔ ۱۹۵۷) کشتی‌گیر آزاد یهودی آذری‌تبار اهل اسرائیل بود. وی در بازی‌های المپیک تابستانی ۱۹۷۶ شرکت کرده‌است.